# Westmoreland (Nou Hampshire)
Westmoreland és una població dels Estats Units a l'estat de Nou Hampshire. Segons el cens del 2000 tenia 1.747 habitants.

## Demografia
Segons el cens del 2000, Westmoreland tenia 1.747 habitants, 576 habitatges, i 445 famílies. La densitat de població era de 18,8 habitants per km².
Dels 576 habitatges en un 31,6% hi vivien nens de menys de 18 anys, en un 69,6% hi vivien parelles casades, en un 3,8% dones solteres, i en un 22,7% no eren unitats familiars. En el 17,4% dels habitatges hi vivien persones soles el 7,8% de les quals corresponia a persones de 65 anys o més que vivien soles. El nombre mitjà de persones vivint en cada habitatge era de 2,57 i el nombre mitjà de persones que vivien en cada família era de 2,92.
Per edats la població es repartia de la següent manera: un 19,9% tenia menys de 18 anys, un 6,6% entre 18 i 24, un 26,8% entre 25 i 44, un 27,4% de 45 a 60 i un 19,3% 65 anys o més.
L'edat mediana era de 43 anys. Per cada 100 dones de 18 o més anys hi havia 99,6 homes.
La renda mediana per habitatge era de 55.875$ i la renda mediana per família de 62.857$. Els homes tenien una renda mediana de 40.515$ mentre que les dones 28.456$. La renda per capita de la població era de 24.488$. Entorn del 0,4% de les famílies i el 2,5% de la població estaven per davall del llindar de pobresa.